# Qatar Ladies Open 2001
Il Qatar Ladies Open 2001 è stato un torneo di tennis giocato sul cemento. È stata la 1ª edizione del Qatar Ladies Open, che fa parte della categoria Tier III nell'ambito del WTA Tour 2001. Si è giocato al Khalifa International Tennis Complex di Doha in Qatar, dal 12 al 18 febbraio 2001.

## Campionesse

### Singolare
Martina Hingis ha battuto in finale  Sandrine Testud con il punteggio di 6–3, 6–2.

### Doppio
Sandrine Testud /  Roberta Vinci hanno battuto in finale  Kristie Boogert /  Miriam Oremans con il punteggio di 7–5, 7–6(4).